# Milejewo (gmina)
Ne doit pas être confondu avec Milejów (gmina).
Milejewo est une gmina rurale du powiat de Elbląg, Varmie-Mazurie, dans le nord de la Pologne. Son siège est le village de Milejewo, qui se situe environ 17 km au nord-est d'Elbląg et 79 km au nord-ouest de la capitale régionale Olsztyn.
La gmina couvre une superficie de 95,55 km2 pour une population de 2 979 habitants.

## Géographie
La gmina inclut les villages de Huta Żuławska, Jagodnik, Kamiennik Wielki, Majewo, Majewo-Kolonia, Milejewo, Ogrodniki, Piastowo, Pomorska Wieś, Rakowo, Romanowo, Rychnowy, Starodębie, Stoboje, Stodolniki, Wilkowo, Zajączkowo et Zalesie.
La gmina borde la ville d'Elbląg et les gminy de Elbląg, Młynary, Pasłęk et Tolkmicko.